# Okręg wyborczy Canberra
Okręg wyborczy Canberra (ang. Division of Canberra) – jednomandatowy okręg wyborczy do Izby Reprezentantów Australii, obejmujący środkową i południową część Australijskiego Terytorium Stołecznego (ACT), w tym gmach Parliament House, będący siedzibą Izby, a także wyspę Norfolk. Powstał w 1974 roku, kiedy to liczba miejsc w Izbie przysługująca ACT wzrosła z jednego do dwóch. Historycznie jest okręgiem zdominowanym przez Australijską Partię Pracy. Liberalna Partia Australii kontrolowała okręg łącznie przez jedynie sześć lat.

## Lista posłów
| Okres urzędowania | Poseł         | Partia                     |
| ----------------- | ------------- | -------------------------- |
| 1974–1975         | Kep Enderby   | Australijska Partia Pracy  |
| 1975–1980         | John Haslem   | Liberalna Partia Australii |
| 1980–1995         | Ros Kelly     | Australijska Partia Pracy  |
| 1995–1996         | Brendan Smyth | Liberalna Partia Australii |
| 1996–1998         | Bob McMullan  | Australijska Partia Pracy  |
| 1998–2010         | Annette Ellis | Australijska Partia Pracy  |
| od 2010           | Gai Brodtmann | Australijska Partia Pracy  |

źródło: 